# اليوم العالمي للإيموجي
اليوم العالمي للإيموجي هو يوم عالمي غير رسمي في 17 يوليو/جويلية ويهدف إلى الاحتفال بالرموز التعبيرية.

## الإيموجي
والإيموجي هو مصطلح ياباني الأصل وكان أول ظهور لتلك الرموز التعبيرية في أواخر التسعينيات، أما الظهور الفعلي لهذه الوجوه فبدأ مع انتشار الهواتف المحمولة، وخاصة في عصر الهواتف الذكية، التي رافقها إطلاق عدد كبير من تطبيقات التراسل الفوري والتعارف مثل «تويتر» و «واتساب» و«انستقرام» و«فيسبوك». أُنشئ أول رمز تعبيري بين عامي 1998 و1999 من قبل المصمم الياباني Shigetaka Kurita الذي كان يعمل في ذلك الوقت على منصة للإنترنت عبر الهاتف تسمى i-mode. واستلهم هذه الفكرة من رموز نشرات الطقس والعلامات الموجودة في الشوارع، وقرر تبني هذه الفكرة وإطلاق مشروعه.